# Имунски систем
Имунски (имунолошки, имуни) систем је одбрамбени систем организма који га штити од напада страних микроорганизама (вируса, бактерија, гљивица и паразита), њихових хемијских супстанци (токсина), као и сопствених измењених (нпр. туморских) и истрошених ћелија. Имунски систем се састоји од мноштва биолошких структура и процеса унутар једног организма које штите од болести. Да би коректно функционисао, имунски систем мора да детектује широк спектар агенаса, познатих као патогени, од вируса до паразитских црва, и да их разликује од сопственог здравог ткива организма.
Код многих врста, имунски систем се може поделити у две компоненте: неспецифични, урођени и специфични, стечени имунитет. Неспецифични имунитет чини прву линију одбране организма, постоји пре контакта са узрочницима болести и реагује на исти начин према сваком штетном агенсу. Специфични имунитет се развија у контакту са узрочницима болести, не постоји пре првог контакта и потребни су дани, недеље, месеци да би се развио. Ова два дела имунитета не делују раздвојено један од другог, већ се међусобно допуњавају. Неспецифични имунитет одређује врсту специфичног имунолошког одговора, док специфични имнитет даље усмерава и појачава неспецифични.
Патогени могу да брзо еволуирају и да се адаптирају, и стога да избегну детекцију и неутрализацију имунским системом; међутим, вишеструки одбрамбени механизми су такође еволуирали да препознају патогене. Чак и једноставни једноћелијски организми као што су бактерије поседују рудиментарни имунски систем, у облику ензима који их заштићују од бактериофагних инфекција. Други базични имунски механизми су еволуирали код древних еукариота и задржали су се код њихових модерних потомака, као што су биљке и инсекти. Ти механизми обухватају фагоцитозу, антимикробне пептиде зване дефенсини, и комплементни систем. Чељустоусти кичмењаци, укључујући људе, имају још софистицираније одбрамбене механизме, укључујући способност да се адаптирају током времена тако да ефективније препознају специфичне патогене. Адаптивна (или стечена) имуност креира имунску меморију након иницијалног респонса на специфични патоген, доводећи до појачаног респонса при каснијим сусретима са истим патогеном. Овај процес стечене имуности је основа вакцинације.
Болести имунског система могу да резултирају у аутоимунским болестима, инфламаторним обољењима и канцерима. До имунодефицијенције долази кад је имунски систем мање активан него што је нормално. То доводи до понављајућих и по живот опасних инфекција. Код људи, имунодефицијенција може да буде било резултат генетичке болести као што је тешка комбинована имунодефицијенција, стеченог обољења попут ХИВ/АИДС, или употребе имуносупресивних лекова. У контрасту с тим, аутоимуност доводи до формирања хиперактивног имунског система који напада нормална ткива као да су страни организми. Честе аутоимуне болести обухватају Хашимотов тирeоидитис, реуматоидни артритис, диабетес мелитус тип 1, и системски лупус еритематосус. Имунологија обухвата изучавање свих аспеката имунског система.

## Историја имунологије
Имунологија је наука која изучава структуру и функцију имунског система. Она води порекло од медицине и раних изучавања узрока имуности на болест. Најранија позната референца на имуност датира из времена Атинске куге 430. п. н. е. Тукидид је уочио да су људи који су се опоравили након ранијег налета болести могли да негују болесне без бојазни да ће оболети други пут. У 18. веку, Пјер Луј де Моперти је извршио експерименте са отровом шкорпије и приметио да су поједини пси и мишеви имуни на тај венум. Ова и друга опажања стечене имуности је касније искористио Луј Пастер за развој вакцинације и микробне теорије болести. Микроорганизми су потврђени као узрок инфективних болести, тек након доказа Роберта Коша 1891. године, за шта је он награђен Нобеловом наградом 1905. године. Вируси су потврђени као људски патогени 1901. године, са Ридовим открићем вируса жуте грознице.
Имунологија је доживела велики напредак крајем 19. века, путем брзих развоја, у студијама хуморалног и ћелијског имунитета. Посебно је важан рад Паула Ерлиха, који је предложио теорију бочних ланаца да би објаснио специфичност реакције антигена и антитела; његови доприноси разумевању хуморалне имуности су признати доделом Нобелове награде 1908. године, која је заједнички додељена и оснивачу ћелијске имунологије, Иљи Иљичу Мечникову.

## Специфична и неспецифична имуност
Постоје две компоненте овог система:
- неспецифични, урођени и
- специфични, стечени имунитет.

Неспецифични имунитет чини прву линију одбране организма, постоји пре контакта са узрочницима болести и реагује на исти начин према сваком штетном агенсу.
Специфични имунитет се развија у контакту са узрочницима болести, не постоји пре првог контакта и потребни су дани, недеље, месеци да би се развио. Ова два дела имунитета не делују раздвојено један од другог, већ се међусобно допуњавају. Неспецифични имунитет одређује врсту специфичног имунолошког одговора, док специфични имнитет даље усмерава и појачава неспецифични.
Захваљујући овом узајамном дејству имунитет поседује способности:
- разликовања сопственог од туђег односно имунолошке толеранције према ћелијама сопственог организма
- имунолошке меморије (специфични имунитет)
- самоограничења
- специфичности (специфични имунитет)
- разноврсности (специфични имунитет)

## Подела
Као што је горе наведено имунски систем је подељен на:
- неспецифични, урођени
- специфични, стечени.

На основу природе имунске реакције (одговора) може се поделити и на:
- хуморални, чине га антитела која секретују Б лимфоцити и циркулишући ефекторски протеини.
- целуларни, чине га Т лимфоцити, фагоцити и НК ћелије

## Неспецифични имунитет
Неспецифични имунитет чини прву линију одбране организма, постоји пре контакта са узрочницима болести и реагује на исти начин према сваком штетном агенсу. Неспецифичну заштиту организма чине:
- анатомске и физиолошке баријере
- ефекторске ћелије неспецифичног имунитета
- циркулишући ефекторски протеини
- цитокини
- запаљењска реакција
- Интраепителни Б и Т лимфоцити. Ови лимфоцити су део неспецифичног имунитета.

### Анатомске и физиолошке баријере општег (неспецифичног) имунитета

#### Кожа
- Мали број микроорганизама може да прође кроз кожу, јер се површински слој коже састоји од густог слоја ћелија кератиноцита. Ове ћелије производе кератин, и од овог протеина су саграђене длаке на површини коже и нокти. Ове структуре микроорганизми не могу да деградирају ензимима.
- Стална измена површинског слоја коже, заједно за мртвим епителним ћелијама, спречава насељавање микроорганизама на кожи.
- Кожа је стално изложена спољним факторима, што доводи до њене сувоће, а самим тим ствара неповољне услове за микроорганизме
- Кожа има оптималну  вредност од 5-6 што је малчице кисела средина за стварање колонија микроорганизама
- Често прање (туширање, купање) спречава успостављање колоније микроорганизама.
- Секрет лојних жлезда коже задржава патогене микроорганизме на површини коже, док су знојне жлезде одговорне за нижу pH вредност површине коже.

#### Слузокожа
- Слузокоже очију, респираторног система, система за варење, као и урино-гениталног система могу у великој мери да се одбране од микроорганизама. Епителне ћелије слузокоже луче супстанце које су токсичне за бактерије, као на пример сузе, лизозим, дефензини. Једна од антибактеријских супстанци, лизозим, познатији као природни антибиотик тела, (ензим такође познат под називом мурамидаза) има моћ да уништи бактеријски зид. Лизозим се излучује путем слина, суза и знојних жлезда, делује нападајући пептидогликан, компоненту ћелијског зида, хидролизом алфа (1 → 4) везе N-ацетилмурамичне киселине и N-ацетилглукозамина. Дефанизни су супстанце широког антибиолошког спектра. Ћелије цревне слузокоже луче поред дефанзина и криптоцидине, који такође имају антибактеријско дејство. Додатну заштиту пружају и ћелије специфичног имунитета Б лимфоцити који производе и ослобађају секреторне имуноглобулине А.
- Пљувачка и желудачна киселина спречавају продор бактерија преко гастроинтестиналног тракта.

Интраепителни Б и Т лимфоцити (садрже γ и δ ланце у Т ћелијском рецептору). Овакви Т лимфоцити препознају угљено-хидратне и липидне молекуле на површини различитих бактерија, док Б лимфоцити производе антитела.
- Слузокожа респираторног система такође учествује у одбрани од микроорганизама

Човек дневно удахне до 8 микроорганизама у минути, односно 10.000 микроорганизама на дан. Канали респираторног система, услед сталног удисања и издисања, су веома турбулентни, и то доводи до тога да се микроорганизми залепе за мембране слузокоже респираторног система. Цилије, односно ситне мале длачице (трепље), делују као метле и помажу да се ови микроорганизми сакупе на једно место и избаце ван организма. Један од највећих проблема које организам пушача има, је тај што цилије, временом и дугорочним пушењем, буду прекривене слојем никотина, што их спречава да буду мобилне и да раде као метле, те микроорганизми који уђу у респираторни систем, не могу бити избачени ван.
- У уринарном систему поред поменутих начина заштите, се и преко мокрења елиминише део бактерија у доњим мокраћним путевима.
- Све ове слузокоже насељавају различит бактерије које чине бактеријску флору. Оне својом густином спречавају насељавање патогених бактерија, елиминишу токсине патогених бактерија и стално стимулишу одбрамбени систем

### Ефекторске ћелије неспецифичног имунског система
Све ћелије које су одговорне за имунитет се називају леукоцити, односно бела крвна зрнца (грчки леукос беле и цитос ћелија). Сви леукоцити воде порекло од коштане сржи кичмењака и јетре фетуса, и из ова два извора мигрирају у различите делове организма, где се развијају и диференцирају, што значи да постају специфичне ћелије. На пример, неке ћелије заувек мигрирају у ткива, и обавештавају организам када дође на пример до посекотине, инфламације или инфекције. Сви леукоцити у датом организму раде тако што сарађују једни са другима у циљу одбране организма. Од леукоцита у неспецифичном имунском систему учествују:
- Ћелије убице су битне у случају да дође до инфекције ћелије вирусом, или њене малигне алтерације.
- Мононуклеарне ћелије, су моноцити и макрофаги. Моноцити (поседују једно једро, отуд назив моно) су мононуклеарне фагоцитотичне ћелије, које настају у коштаној сржи, улазе у циркулаторни систем, где циркулишу око 8 до 10 сати, мигрирају у ткива, и претварају се у зреле макрофаге. Макрофаги поседују рецепторе за антитела која се везују за површину страних честица и процесом који се назива опсонизација побољшавају ефикасност процеса фагоцитозе.
- Гранулоцити су ћелије неправилног облика, које се разликују од ћелије до ћелије, и услед тога се још називају и полиморфним нуклеарним леукоцитима. Ова врста ћелија се дели на:
  - Неутрофилне гранулоците (неутрофиле), који делују путем фагоцитозе, и имају рецепторе за одређена антитела. Када дође до оштећења ткива или организма, неутрофили мигрирају на место оштећења, где заједно са макрофазима заузимају улогу фагоцитних ћелија.
  - Еозинофилне гранулоците (еозинофиле), који делују тако што отпуштају хистамин, главни базни протеин и разне хидролитичке ензиме. Имају висок степен афинитета за имуноглобулине (антитела) и врло често су прекривени IgE антителима. Еозинофили играју важну улогу у борби организма против паразита, нарочито хелминта, а један су од кључних фактора у развоју алергијских реакција (нарочито астме).
  - Базофилне гранулоците (базофиле), који делују тако што отпуштају хистамин, протеогликане и различите цитокине на одговарајуће стимулансе. Показано је да су базофили важан извор једног цитокина, интерлеукина 4, битног за развој алергија и производњу IgE антитела.

### Циркулишући ефекторски протеини
Циркулишући ефекторски протеини су хуморални фактори имунитета присутни у крви и екстрацелуларној течности. У ову групу спадају:
- систем комплемената
- протеини акутне фазе запаљења
- лизозим
- пропердин
- базни протеини: спермин, спермидин, протамин, хистон итд.

Они играју важну улогу у процесима:
- опсонизације, која олакшава фагоцитовање бактерија
- хемотаксе, усмеравање кретања ћелија одбрамбеног система према месту инфекције
- лизирања бактерија, формирањем терминалног литичког комплекса од стране комплемената долази до уништавања бактерија.

### Цитокини
Су различите хемијске супстанце које производе различите ћелије организма. Основна улога им је у међућелијској комуникацији.
У неспецифичном имунолошком одговору укључени су следећи цитокини:
- интерферпн α и интерферон β, значајни су у борби против вируса
- интерлеукин 1, фактор некрозе тумора, хемокини, значајни су медијатори запаљења
- интерлеукин 15, интерлеукин 12, активирају НК ћелије
- интерферон γ активира макрофаге
- интерлеукин 10, трансформишући фактор раста ß су значајни за ограничавање имунолошког одговора
- интерлеукин 6 стимулише пролиферацију неутрофилних гранулоцита, као и стварање протеина акутне фазе запаљења у јетри итд.

### Запаљењска реакција
Запаљење је неспецифчна одбрамбена реакција на оштећење ткива физичким, хемијским, биолошким агенсима, са задатком да се отклони узрочник запањења и регенерише (или репарира) оштећено ткиво.

## Специфични имунитет
Специфични имунитет се развија у контакту са узрочницима болести, не постоји пре првог контакта и потребни су дани, недеље, месеци да би се развио.

### Ефекторске ћелије специфичног имунитета
Лимфоцити (латински лимфа вода, цита ћелија) представљају велику групу ћелија у специфичном имунитету. Лимфоцити се даље деле на:
- Т ћелије, тј. Т лимфоците (воде порекло из тимуса)
- Б ћелије, тј. Б лимфоците (воде порекло из коштане сржи)

### Циркулишући ефекторски протеини
Систем комплемената који је овде већ поменут код неспецифичног имунитета припада такође и специфичном имунитету.

## Органи и ткива имунског система
На основу функција органи и ткива се деле на примарне и секундарне органе и ткива лимфног система.
Примарни органи и ткива су места где се лимфоидне ћелије производе и диференцирају. Тако је тимус примарни лимфоидни орган, док је коштана срж примарно лимфоидно ткиво.
Секундарни органи и ткива су она места ка којима лимфоидне ћелије мигрирају, долазе у контакт са антигенима и постају специфичне лимфоидне ћелије. Тако су, на пример, слезина и лимфни чворови секундарни лимфоидни органи, док су секундарна лимфоидна ткива она асоцирана са слузницама (енг. Mucosa Associated Lymphoid Tissue - MALT.

## Поремећаји
У поремећаје имунског система спадају аутоимуне болести, алергијске реакције, као и стања имунодефицијенције (смањене активности одбрамбеног система). Код аутоимуних болести је поремећено својству имунолошке толеранције према сопственом ткиву, па одбрамбени систем реагује против сопственог организма. Код алергијских реакција долази до претераног активирања имунског система, као и до активирања погрешних механизама одбране. Имунодефицијенције могу бити уроћене и стечене (нпр. СИДА)

### Имунодефицијенције
Имунодефицијенције се јављају кад је једна или више компонената имунског система неактивна. Способност имунског система да одговори на патогене је умањена код младих и старих особа, при чему имунски респонси почињу да јењавају око 50-те године услед старостне имуносенесценције. У развијеним земљама су гојазност, алкохолизам и употреба дрога широко заступљени узроци лоших имунских функција. Међутим, неухрањеност је главни узрок имунодефицијенције у земљама у развоју. Исхрана у којој недостају протеини се везује за умањену ћелијски посредовану имуност, активност комплемента, фагоцитне функције, концентрације ИгА антитела, и продукцију цитокина. Додатно, губитак тимуса у младости услед генетичка мутације или хируршког уклањања доводи до озбиљне имунодефицијенције и високе подложности инфекцијама.
Имунодефицијенције могу да буду наследне или стечене. Хронична грануломатозна болест, при којој фагоцити имају умањену способност уништавања патогена, је пример наследне, или конгениталне имунодефицијенције. АИДС и поједини типови канцера узрокују стечену имунодефицијенцију.

### Аутоимуност
Прекомерно активни имунски респонси представљају другу крајност имунске дисфункције, а то је посебно случај код аутоимунских поремећаја. Овде, имунски систем не може да коректно прави разлике између сопственог и туђег, те напада део тела. Под нормалним околностима, многе Т ћелије и антитела реагују са „сопственим“ пептидима. Једна од функција специјализованих ћелија (лоцираних у тимусу и коштаној сржи) је да презентирају младе лимфоците са сопственим антигенима произведеним широм тела и да елиминишу оне ћелије које препознају сопствене антигене, чиме се спречава аутоимуност.

### Хиперсензитивност
Хиперсензитивности су имунски респонси који оштећују сопствена телесна ткива. Они се деле у четири класе (Tip I&nbsp;– IV) на бази коришћених механизама и времена трајања хиперсензитивне реакције. Хиперсензитивност типа И је непосредна или анафилактичка реакција, која се често асоцира са алергијом. Симптоми могу да буду у опсегу од благе нелагодности то смрти. Хиперсензитивност типа И посредује имуноглобулин Е, који активира дегранулацију мастоцита и базофила кад се веже за антиген.
Хиперсензитивност типа II се јавља кад се антитела вежу за антигене на самим ћелијама пацијента, чиме их обележавају за разградњу. Она се такође назива од антитела зависном (или цитотоксичном) хиперсензитивношћу, и посредују је  и  антитела. Имунски комплекси (агрегације антигена, протеина комплемента, и IgG и IgM антитела) депоновани у разним ткивима подстичу реакције хиперсензитивности типа III. Хиперсензитивност типа IV (такође позната као ћелијски посредована или хиперсензитивности одложеног типа) се обично развија након два до три дана. Реакције типа IV учествују у многим аутоимуним и инфективним болестима, мада се могу јавити и услед контактног дерматитиса (нпр. додира са отровним бршљаном). Те реакције су посредоване Т ћелијама, моноцитима, и макрофазима.

## Други механизми и еволуција
Врло је вероватно да је вишекомпонентни, адаптивни имуни систем настао са првим кичмењацима, пошто бескичмењаци не формирају лимфоците или респонс који је базиран на антителима. Многе врсте, међутим, користе механизме који изгледа да су прекурзори тих аспеката кичмењачке имуности. Имунски системи се јављају чак и код структурно најједноставнијих животних форми, при чему бактерије користе јединствени одбрамбени механизам, звани рестрикциони модификациони систем да би се заштитиле од виралних патогена, бактериофага. Прокариоте такође поседују стечену имуност, у облику система који користи CRISPR секвенце да би задржали фрагменти фагних генома са којима су дошле у контакт у прошлости, што им омогућава да блокирају вирусну репликацију путем формирања РНК интерференције. Офанзивни елементи имунског система су такође присутни код једноћелијских еукариота, мада је доступан релативно мали број студија о њиховим одбрамбеним улогама.
Рецептори препознавања образаца су протеини које користе скоро сви организми за идентификацију молекула асоцираних са патогенима. Антимикробни пептиди звани дефенсини су еволуционо конзервирана компонента урођеног имунског респонса, која је присутна код свих животиња и биљки, и представљају главни облик системске имуности бескичмењака. Систем комплемента и фагоцитне ћелије се такође користе код већине форми бескичмењачког живота. Рибонуклеазни и РНК интерферентни путеви су конзервирани код свих еукариота, и сматра се да имају улогу у имунском респонсу на вирусе.
За разлику од животиња, биљкама недостају фагоцитне ћелије, мада многи биљни имунски респонси обухватају системске хемијске сигнале који се шаљу кроз биљку. Индивидуалне биљне ћелије одговарају на молекуле асоциране са патогенима познате као молекулски обрасци асоцирани са патогеном или PAMP (енгл. Pathogen-associated molecular patterns). Кад део биљке постане инфициран, биљка производи локализовани хиперсензитивни респонс, при чему ћелије на месту инфекције подлежу брзој апоптози да би спречиле ширење болести до других делова биљке. Системска стечена отпорност (SAR - енгл. Systemic acquired resistance) је тип одбрамбеног респонса који биљке користе да би учиниле целокупну биљку отпорном на специфични инфекциони агенс. Механизми РНК утишавања су посебно важни при системском респонсу, пошто они могу да блокирају репликацију вируса.